# 学園アイドルマスター Season Solo Collection
『学園アイドルマスター Season Solo Collection』（がくえんアイドルマスター シーズンソロコレクション）は、2024年8月14日からリリースされているキャラクターソングCDシリーズ。

## 概要
「学園アイドルマスター」のキャラクターソングCDシリーズ第2弾で、初のアルバムシリーズ。ゲーム内のシーズンイベントと連動した物となっており、シナリオのメインキャラクターによる歌唱版に加え、各キャラクターのソロバージョンを収録している。販売元はASOBINOTES。

## Vol.1「キミとセミブルー」
2024年8月14日発売。
収録曲
1. キミとセミブルー
歌：姫崎莉波（薄井友里）、有村麻央（七瀬つむぎ）、紫雲清夏（湊みや）
作詞：いつきおと、作曲・編曲：光増ハジメ（FirstCall）
2. キミとセミブルー [花海咲季 Solo ver.]
歌：花海咲季（長月あおい）
3. キミとセミブルー [月村手毬 Solo Ver.]
歌：月村手毬（小鹿なお）
4. キミとセミブルー [藤田ことね Solo Ver.]
歌：藤田ことね（飯田ヒカル）
5. キミとセミブルー [有村麻央 Solo Ver.]
歌：有村麻央（七瀬つむぎ）
6. キミとセミブルー [葛城リーリヤ Solo Ver.]
歌：葛城リーリヤ（花岩香奈）
7. キミとセミブルー [倉本千奈 Solo Ver.]
歌：倉本千奈（伊藤舞音）
8. キミとセミブルー [紫雲清夏 Solo Ver.]
歌：紫雲清夏（湊みや）
9. キミとセミブルー [篠澤広 Solo Ver.]
歌：篠澤広（川村玲奈）
10. キミとセミブルー [姫崎莉波 Solo Ver.]
歌：姫崎莉波（薄井友里）
11. キミとセミブルー [Instrumental]

## Vol.2「冠菊」
2024年8月14日発売。
収録曲
1. 冠菊（かむろぎく）
歌：花海咲季（長月あおい）、葛城リーリヤ（花岩香奈）、藤田ことね（飯田ヒカル）
作詞：大山恭子、作曲：早川博隆・河原レオ、編曲：河原レオ
2. 冠菊 [花海咲季 Solo ver.]
歌：花海咲季（長月あおい）
3. 冠菊 [月村手毬 Solo Ver.]
歌：月村手毬（小鹿なお）
4. 冠菊 [藤田ことね Solo Ver.]
歌：藤田ことね（飯田ヒカル）
5. 冠菊 [有村麻央 Solo Ver.]
歌：有村麻央（七瀬つむぎ）
6. 冠菊 [葛城リーリヤ Solo Ver.]
歌：葛城リーリヤ（花岩香奈）
7. 冠菊 [倉本千奈 Solo Ver.]
歌：倉本千奈（伊藤舞音）
8. 冠菊 [紫雲清夏 Solo Ver.]
歌：紫雲清夏（湊みや）
9. 冠菊 [篠澤広 Solo Ver.]
歌：篠澤広（川村玲奈）
10. 冠菊 [姫崎莉波 Solo Ver.]
歌：姫崎莉波（薄井友里）
11. 冠菊 [Instrumental]

## Vol.3「仮装狂騒曲」
2024年11月13日発売。
収録曲
1. 仮装狂騒曲
歌：月村手毬（小鹿なお）、倉本千奈（伊藤舞音）、篠澤広（川村玲奈）
作詞：TOPHAMHAT-KYO (FAKE TYPE.) 、作曲：FAKE TYPE. 、編曲：DYES IWASAKI (FAKE TYPE.)
2. 仮装狂騒曲 [花海咲季 Solo ver.]
歌：花海咲季（長月あおい）
3. 仮装狂騒曲 [月村手毬 Solo Ver.]
歌：月村手毬（小鹿なお）
4. 仮装狂騒曲 [藤田ことね Solo Ver.]
歌：藤田ことね（飯田ヒカル）
5. 仮装狂騒曲 [有村麻央 Solo Ver.]
歌：有村麻央（七瀬つむぎ）
6. 仮装狂騒曲 [葛城リーリヤ Solo Ver.]
歌：葛城リーリヤ（花岩香奈）
7. 仮装狂騒曲 [倉本千奈 Solo Ver.]
歌：倉本千奈（伊藤舞音）
8. 仮装狂騒曲 [紫雲清夏 Solo Ver.]
歌：紫雲清夏（湊みや）
9. 仮装狂騒曲 [篠澤広 Solo Ver.]
歌：篠澤広（川村玲奈）
10. 仮装狂騒曲 [姫崎莉波 Solo Ver.]
歌：姫崎莉波（薄井友里）
11. 仮装狂騒曲 [Instrumental]

## Vol.4「White Night! White Wish!」
2024年12月11日発売。本作より「花海佑芽 Solo Ver.」が収録される。
収録曲
1. White Night! White Wish!
歌：花海佑芽（松田彩音）、藤田ことね（飯田ヒカル）、葛城リーリヤ（花岩香奈）
作詞：林英樹、作曲・編曲：佐藤純一（fhána）
2. White Night! White Wish! [花海咲季 Solo ver.]
歌：花海咲季（長月あおい）
3. White Night! White Wish! [月村手毬 Solo Ver.]
歌：月村手毬（小鹿なお）
4. White Night! White Wish! [藤田ことね Solo Ver.]
歌：藤田ことね（飯田ヒカル）
5. White Night! White Wish! [有村麻央 Solo Ver.]
歌：有村麻央（七瀬つむぎ）
6. White Night! White Wish! [葛城リーリヤ Solo Ver.]
歌：葛城リーリヤ（花岩香奈）
7. White Night! White Wish! [倉本千奈 Solo Ver.]
歌：倉本千奈（伊藤舞音）
8. White Night! White Wish! [紫雲清夏 Solo Ver.]
歌：紫雲清夏（湊みや）
9. White Night! White Wish! [篠澤広 Solo Ver.]
歌：篠澤広（川村玲奈）
10. White Night! White Wish! [姫崎莉波 Solo Ver.]
歌：姫崎莉波（薄井友里）
11. White Night! White Wish! [花海佑芽 Solo Ver.]
歌：花海佑芽（松田彩音）
12. White Night! White Wish! [Instrumental]

## Vol.5「ハッピーミルフィーユ」
2025年2月14日発売。本作より「十王星南 Solo Ver.」が収録される。
収録曲
1. ハッピーミルフィーユ
歌：姫崎莉波（薄井友里）、十王星南（陽高真白）、篠澤広（川村玲奈）
作詞・編曲：ナナホシ管弦楽団、作曲：岩見陸
2. ハッピーミルフィーユ [花海咲季 Solo ver.]
歌：花海咲季（長月あおい）
3. ハッピーミルフィーユ [月村手毬 Solo Ver.]
歌：月村手毬（小鹿なお）
4. ハッピーミルフィーユ [藤田ことね Solo Ver.]
歌：藤田ことね（飯田ヒカル）
5. ハッピーミルフィーユ [有村麻央 Solo Ver.]
歌：有村麻央（七瀬つむぎ）
6. ハッピーミルフィーユ [葛城リーリヤ Solo Ver.]
歌：葛城リーリヤ（花岩香奈）
7. ハッピーミルフィーユ [倉本千奈 Solo Ver.]
歌：倉本千奈（伊藤舞音）
8. ハッピーミルフィーユ [紫雲清夏 Solo Ver.]
歌：紫雲清夏（湊みや）
9. ハッピーミルフィーユ [篠澤広 Solo Ver.]
歌：篠澤広（川村玲奈）
10. ハッピーミルフィーユ [姫崎莉波 Solo Ver.]
歌：姫崎莉波（薄井友里）
11. ハッピーミルフィーユ [花海佑芽 Solo Ver.]
歌：花海佑芽（松田彩音）
12. ハッピーミルフィーユ [十王星南 Solo Ver.]
歌：十王星南（陽高真白）
13. ハッピーミルフィーユ [Instrumental]

## Vol.6「雪解けに」
2025年3月3日発売。
収録曲
1. 雪解けに
歌：有村麻央（七瀬つむぎ）、月村手毬（小鹿なお）、倉本千奈（伊藤舞音）
作詞：大山恭子（Rebrast）、作曲・編曲：河原レオ（Rebrast）
2. 雪解けに [花海咲季 Solo ver.]
歌：花海咲季（長月あおい）
3. 雪解けに [月村手毬 Solo Ver.]
歌：月村手毬（小鹿なお）
4. 雪解けに [藤田ことね Solo Ver.]
歌：藤田ことね（飯田ヒカル）
5. 雪解けに [有村麻央 Solo Ver.]
歌：有村麻央（七瀬つむぎ）
6. 雪解けに [葛城リーリヤ Solo Ver.]
歌：葛城リーリヤ（花岩香奈）
7. 雪解けに [倉本千奈 Solo Ver.]
歌：倉本千奈（伊藤舞音）
8. 雪解けに [紫雲清夏 Solo Ver.]
歌：紫雲清夏（湊みや）
9. 雪解けに [篠澤広 Solo Ver.]
歌：篠澤広（川村玲奈）
10. 雪解けに [姫崎莉波 Solo Ver.]
歌：姫崎莉波（薄井友里）
11. 雪解けに [花海佑芽 Solo Ver.]
歌：花海佑芽（松田彩音）
12. 雪解けに [十王星南 Solo Ver.]
歌：十王星南（陽高真白）
13. 雪解けに [Instrumental]

## Vol.7「桜フォトグラフ」
2025年4月9日発売。
収録曲
1. 桜フォトグラフ
歌：葛城リーリヤ（花岩香奈）、紫雲清夏（湊みや）、花海咲季（長月あおい）
作詞：Safari Natsukawa、作曲・編曲：春川仁志（sixth floor）
2. 桜フォトグラフ [花海咲季 Solo ver.]
歌：花海咲季（長月あおい）
3. 桜フォトグラフ [月村手毬 Solo Ver.]
歌：月村手毬（小鹿なお）
4. 桜フォトグラフ [藤田ことね Solo Ver.]
歌：藤田ことね（飯田ヒカル）
5. 桜フォトグラフ [有村麻央 Solo Ver.]
歌：有村麻央（七瀬つむぎ）
6. 桜フォトグラフ [葛城リーリヤ Solo Ver.]
歌：葛城リーリヤ（花岩香奈）
7. 桜フォトグラフ [倉本千奈 Solo Ver.]
歌：倉本千奈（伊藤舞音）
8. 桜フォトグラフ [紫雲清夏 Solo Ver.]
歌：紫雲清夏（湊みや）
9. 桜フォトグラフ [篠澤広 Solo Ver.]
歌：篠澤広（川村玲奈）
10. 桜フォトグラフ [姫崎莉波 Solo Ver.]
歌：姫崎莉波（薄井友里）
11. 桜フォトグラフ [花海佑芽 Solo Ver.]
歌：花海佑芽（松田彩音）
12. 桜フォトグラフ [十王星南 Solo Ver.]
歌：十王星南（陽高真白）
13. 桜フォトグラフ [Instrumental]